# Enrico Ganni
Enrico Ganni (Milano, 24 marzo 1950 – Moncalieri, 17 luglio 2020) è stato un traduttore italiano.

## Biografia
Enrico Ganni nacque a Milano, ma crebbe a Francoforte sul Meno, dove frequentò la scuola elementare e il liceo. Rientrato in Italia, si laureò con Roberto Fertonani, germanista per la Arnoldo Mondadori Editore, che lo introdusse alla revisione delle traduzioni e poi direttamente alle traduzioni di autori di lingua tedesca per la casa editrice milanese negli anni Ottanta. Dal 1981 al 2000 fu docente di traduzione tedesca presso la Civica Scuola Superiore per Interpreti e Traduttori di Milano. Fu lettore presso l'Istituto di Germanistica all'Università di Milano e insegnante di lingua tedesca presso il Goethe-Institut della città lombarda. All'inizio degli anni Novanta collaborò con Feltrinelli.
Dal 1995 lavorò come editor per la narrativa straniera all'Einaudi. Tradusse molte opere di Enzensberger, di Walter Benjamin, Sigmund Freud, Thomas Mann, Franz Kafka, Bertolt Brecht, Eckermann.
Partecipò al mediometraggio Tradurre, del 2008. Si occupò della collana di classici ritradotti nei Supercoralli einaudiani.
Nel 2015 si trasferì a Berlino insieme a suo figlio Tommaso, allora quattordicenne. Sposato con Angela Tranfo, editor di narrativa straniera per la collana Stile libero di Einaudi, Ganni tornò infine a vivere a Pino Torinese. 
Morì il 17 luglio 2020 a Moncalieri per un malore improvviso, a 70 anni.

## Opere

### Antologie
- Il «Faust» di Goethe. Antologia critica, Milano, Led, 1993 (con Fausto Cercignani)

### Traduzioni
- Thomas Mann,Scritti su Wagner, Milano, Mondadori, 1984 (con Bruno Arzeni, Italo Alighiero Chiusano e Lavinia Mazzucchetti)
- Paul Watzlawick, America, istruzioni per l'uso, Milano, Feltrinelli, 1985; Nuova ed., Feltrinelli, 1999.
- Paul Watzlawick, Di bene in peggio. Istruzioni per un successo catastrofico (1986), Milano, Feltrinelli, 1987.
- Franz Kafka, Lettere a Milena, Milano, Mondadori, 1988 (con Ervino Pocar)
- Johann Wolfgang von Goethe, Tutte le poesie, Milano, Mondadori, 1989 (con Roberto Fertonani)
- Elias Canetti, Il frutto del fuoco, Milano, Bompiani, 1989
- Hermann Hesse, Dall'Italia: diari, poesie, saggi e racconti, Milano, Mondadori, 1990 (con Eva Banchelli)
- Klaus Mann, Il vulcano. Romanzo dell'esilio, Milano, Garzanti, 1991; Gallucci, 2012-2017.
- Peter Handke, Saggio sul juke-box, Milano, Garzanti, 1992
- Theodor Fontane, Effi Briest, Milano, Feltrinelli, 1993 (anche curatela)
- Eugen Drewermann, Giordano Bruno, Milano, Rizzoli, 1994
- Robert Musil, I turbamenti dell'allievo Törless, Milano, Feltrinelli, 1994
- Hans Magnus Enzensberger, Esterhazy: storia di un coniglio, Milano, Feltrinelli, 1995
- Hans Magnus Enzensberger, Il mago dei numeri, Torino, Einaudi, 1997
- Hans Magnus Enzensberger, Ma dove sono finito?, Torino, Einaudi, 1998
- Walter Benjamin, Infanzia berlinese intorno al Millenovecento, Torino, Einaudi, 2001
- Walter Benjamin, I «passages» di Parigi, Torino, Einaudi, 2002 (anche curatela)
- Walter Benjamin, Opere complete IV. Scritti 1930-1931, Torino, Einaudi, 2002
- Walter Benjamin, Opere complete V. Scritti 1932-1933, Torino, Einaudi, 2003
- Walter Benjamin, Opere complete VI. Scritti 1934-1937, Torino, Einaudi, 2004
- Walter Benjamin, Opere complete VII. Scritti 1938-1940, Torino, Einaudi, 2006
- Hans Magnus Enzensberger, Che noia la poesia. Pronto soccorso per lettori stressati, Torino, Einaudi, 2006
- Walter Benjamin, Immagini di città, Torino, Einaudi (anche curatela), 2007
- Bertolt Brecht, Storie del signor Keuner, Torino, Einaudi, 2007 (con Cesare Cases)
- Jean Améry, Intellettuale a Auschwitz, Torino, Bollati Boringhieri, 2008
- Franz Kafka, La metamorfosi, Torino, Einaudi, 2008.
- Sigmund Freud, Il disagio della civiltà, Torino, Einaudi, 2010.
- Hans Magnus Enzensberger, Bibs, Torino, Einaudi, 2011.
- Franz Kafka, Lettera al padre, Torino, Einaudi, 2011. (anche curatela)
- Sebastian Fitzek, Il cacciatore di occhi, Torino, Einaudi, 2012.
- Stefan Zweig, Novella degli scacchi, Torino, Einaudi, 2013
- Sigmund Freud, Psicologia delle masse e analisi dell'Io, a cura di Davide Tarizzo, Torino, Einaudi, 2013.
- Sebastian Fitzek, Il sonnambulo, Torino, Einaudi, 2013.
- Sebastian Fitzek, Noah, Torino, Einaudi, 2014.
- Joseph Roth, La leggenda del santo bevitore, Torino, Einaudi, 2015.
- Walter Benjamin, Uomini tedeschi, Torino, Einaudi, 2015.
- Franz Kafka Indubitabile è in me la brama di libri. Sulla lettura, Milano, Henry Beyle, 2017. (anche curatela)
- Hermann Hesse, In giardino, Milano, Henry Beyle, 2018.
- Stefan Zweig, L'inferno in otto copie, Milano, Henry Beyle, 2018.
- Johann Wolfgang von Goethe, Dalla mia vita. Poesia e Verità, Collezione i millenni, Torino, Einaudi, 2018.
- Johann Wolfgang von Goethe, I dolori del giovane Werther, Torino, Einaudi, 2021, ISBN 978-88-062-4550-4.

### Curatele
- Franz Kafka, Il processo, trad. di Primo Levi, Collana I libri da leggere, Milano, Einaudi Scuola, 1992.
- Johann-Peter Eckermann, Conversazioni con Goethe negli ultimi anni della sua vita, trad. di Ada Vigliani, Collana I millenni, Torino, Einaudi, 2008.
- Bertolt Brecht, Poesie politiche, Torino, Einaudi, 2015.